# مرکز آموزشی ۰۴ بیرجند
مرکز آموزشی ۰۴ بیرجند یا مرکز آموزشی ۰۴ امام رضا یک مرکز آموزش نظامی وابسته به نیروی زمینی ارتش ایران و نیروی پدافند هوایی ارتش است که دوره‌های رزم مقدماتی، عقیدتی سیاسی و تاریخ جنگ را به سربازان وظیفه جدید نزاجا و پداجا آموزش می‌دهد.
سالانه ۱۸ دوره آموزشی در این پادگان برگزار می‌شود که ۱۲ دوره آن مربوط به سربازان با مدرک تحصیلی فوق‌دیپلم و مدارک پایین‌تر و ۶ دوره برای سربازان با مدرک تحصیلی لیسانس و مدارک بالاتر است. پادگان مرکز آموزشی ۰۴ بیرجند در کیلومتر ۲۰ جاده بیرجند-خوسف (روستای سیوجان) قرار دارد.

## تاریخچه
پادگان ارتش بیرجند ابتدا در سال ۱۳۰۴ در قالب گردان سواره‌نظام تأسیس شد و در سال ۱۳۳۸ به هنگ ۲۰۱ آموزشی و در سال ۱۳۴۴ به مرکز آموزشی ۳۰۴ با استعداد ۲ گردان و در سال ۱۳۵۰ به مرکز آموزش ۰۴ به استعداد ۴ گردان آموزشی (یک گردان در تربت حیدریه و سه گردان در بیرجند) و گروهان قرارگاه، خدمات و پشتیبانی، تبدیل گردید. در سال ۱۳۸۷ خورشیدی به مرکز آموزش ۰۴ امام رضا تغییر نام یافت.
هدف از احداث این مرکز ابتدا برقراری امنیت در منطقه جنوب خراسان بزرگ و شرق کشور بوده‌است. این مرکز در جنگ ایران و عراق علاوه بر ارائه آموزش‌های رزم مقدماتی به سربازان ارتش و بسیج، گردان ۸۰۹ خود را از سال ۱۳۶۰ به جبهه اعزام کرد.